# 川西宣明
川西宣明（かわにし のぶあき、1960年 - ）は、福岡県出身の工学者、実業家である。コマツ産機株式会社の代表取締役社長、一般社団法人日本鍛圧機械工業会の代表理事会長を務める。1984年に九州工業大学大学院を修了し、コマツに入社する。2014年4月にコマツ産機取締役、同年10月に副社長を歴任した。